# Arjun Kadhe
Arjun Kadhe (Hindi अर्जुन कढे; * 7. Januar 1994 in Pune) ist ein indischer Tennisspieler.

## Karriere
Arjun Kadhe spielte bereits auf der ITF Junior Tour einige Turniere. Dabei blieb ihm ein Erfolg bei den größeren Turnieren verwehrt. Dennoch erreichte er im Januar 2012 den 34. Platz in der Junior-Weltrangliste.
Sein erstes Turnier bei den Profis spielte Kadhe 2011 auf der drittklassigen ITF Future Tour. Es dauerte aber bis 2017, ehe er dort Erfolge feiern konnte, was auch daran lag, dass er zwischen 2015 und 2017 an der Oklahoma State University – Stillwater studierte und dort mit Erfolg College Tennis spielte. 2017 erreichte Kadhe im Doppel erstmals ein Finale. Es folgte vier weitere Finals, von denen er schließlich zwei gewinnen konnte. Auch im Einzel gelangen ihm zwei Finaleinzüge, woraus ein Turniersieg resultierte. Am Ende der Saison stand er dadurch erstmals im Einzel und Doppel innerhalb der Top 1000. Im Dezember konnte er sein Ranking nochmal verbessern – er rückte jeweils an die Top 600 heran.
Anfang 2018 erhielt der Inder für das erstmals in Pune ausgetragene ATP-World-Tour-Event eine Wildcard für beide Bewerbe. Im Einzel verlor er dabei gegen seinen Landsmann Yuki Bhambri glatt, im Doppel gegen Robin Haase und Matwé Middelkoop und an der Seite von Benoît Paire ungleich knapper im Match-Tie-Break.
Seinen ersten Titel auf der Challenger Tour gewann er in Chengdu an der Seite von Saketh Myneni.

## Erfolge
| Legende (Anzahl der Siege)  |
| Grand Slam                  |
| ATP World Tour Finals       |
| ATP World Tour Masters 1000 |
| ATP World Tour 500          |
| ATP World Tour 250 (1)      |
| ATP Challenger Tour (7)     |

| ATP-Titel nach Belag |
| Hartplatz (1)        |
| Sand (0)             |
| Rasen (0)            |

### Doppel

#### Turniersiege

##### ATP Tour
| Nr. | Datum            | Turnier | Belag         | Partner                     | Finalgegner                         | Ergebnis           |
| --- | ---------------- | ------- | ------------- | --------------------------- | ----------------------------------- | ------------------ |
| 1.  | 20. Oktober 2024 | Almaty  | Hartplatz (i) | Rithvik Choudary Bollipalli | Nicolás Barrientos Skander Mansouri | 3:6, 7:63, [14:12] |

##### ATP Challenger Tour
| Nr. | Datum            | Turnier   | Belag         | Partner                     | Finalgegner                        | Ergebnis          |
| --- | ---------------- | --------- | ------------- | --------------------------- | ---------------------------------- | ----------------- |
| 1.  | 3. August 2019   | Chengdu   | Hartplatz     | Saketh Myneni               | Nam Ji-sung Song Min-kyu           | 6:3, 0:6, [10:6]  |
| 2.  | 8. Januar 2022   | Forlì     | Hartplatz (i) | Marco Bortolotti            | Michaël Geerts Alexander Ritschard | 7:65, 6:2         |
| 3.  | 19. Februar 2022 | Bangalore | Hartplatz     | Alexander Erler             | Saketh Myneni Ramkumar Ramanathan  | 6:3, 6:74, [10:7] |
| 4.  | 18. Februar 2023 | Chennai   | Hartplatz     | Jay Clarke                  | Sebastian Ofner Nino Serdarušić    | 6:0, 6:4          |
| 5.  | 21. Oktober 2023 | Olbia     | Hartplatz     | Rithvik Choudary Bollipalli | Ivan Sabanov Matej Sabanov         | 6:1, 6:3          |
| 6.  | 13. April 2024   | Morelos   | Hartplatz     | Jeevan Nedunchezhiyan       | Piotr Matuszewski Matthew Romios   | 7:65, 6:4         |
| 7.  | 18. Mai 2024     | Oeiras    | Sand          | Anirudh Chandrasekar        | Simon Freund Johannes Ingildsen    | 7:5, 6:4          |